# Ходак Максим Олександрович
Ходак Максим Олександрович (нар. 21 липня 2001, Біла Церква) — сучасний український художник, лауреат Prince Claus Seed Award. Працює з різними медіа, зокрема інсталяцією, скульптурою, відео, графікою. Номінант PinchukArtCentre Prize 2022.

## Біографія

### Освіта
Народився 21 липня 2001 року у місті Біла Церква Київської області, де навчався у Білоцерківському гуманітарно-педагогічному фаховому коледжі. У 2019 році вступив на дворічну програму з сучасного мистецтва в Kyiv Academy of Media Arts, випускним проєктом якої стала групова виставка «Сьогодні потрібно вирішити». У 2021 починає навчання у КНУТКіТ імені Івана Карпенка-Карого. У 2022 році стає учасником програми WHW Akademija, а також курсу від Salzburg Summer Academy. У 2023 році вступає до Віденського університету прикладних мистецтв на програму BA TransArts, де навчається й до сьогодні.
Живе та працює в Києві та Відні.

### Творчість
Мистецьку практику розпочав у 2017 році, бере активну участь у виставках та резиденціях в Україні та за кордоном. Ключовими темами творчості є засоби вираження політичного, інтернет-культура, документування історії, а також переосмислення радянського спадку.

## Вибрані проєкти

### «Мій улюблений олігарх»
Реалізований у формі всеукраїнського конкурсу дитячого малюнка, проєкт мав на меті актуалізувати такі теми як критика олігархату й експлуатація дітей у політичних цілях.[неавторитетне джерело]Участь у конкурсі взяли діти віком від 6 до 14 років, загалом було отримано 26 малюнків, серед яких портрети Ігоря Коломойського, Ріната Ахметова, Дмитра Гордона та інших. Численне повторення образів олігархів спрацьовує за принципом «субверсивної афірмації»(підривного твердження), що гіперболізує (породжує гіперідентифікації) й тим самим деконструює усталену систему.

### «Ми повернемо довіру харків'ян та будемо якісно обслуговувати житлові будівлі»
Представлена на виставці «Об'єднані. PinchukArtCentre Prize 2022», робота складалася з двох частин: гіпсокартонної конструкції з цитатами українського політика Михайла Добкіна (кубічна форма якої відсилає до авангардних монументальних проєктів), а також трьохканального документального відео, відзнятого та змонтованого у TikTok.Проєкт розглядає соціальну мережу TikTok як нову форму політичного й один з ключових медіумів сприйняття війни, а також досліджує її мобілізаційний потенціал. До досліджень політичної сили TikTok Ходак звертається й у своїй іншій роботі «first war kinda nervous». 23 хвилинний експериментальний фільм було представлено у кінотеатрі Жовтень у межах національного конкурсу 52-го кінофестивалю «Молодість» (програмний координатор Віктор Глонь). Прем'єрний показ відбувся 26 жовтня 2023 року й супроводжувався активним обговоренням. Фільм доступний на YouTube-сторінці автора за посиланням.

### «Пусті п'єдестали»
Серія керамічних скульптур, що відтворюють радянські «монументи із танками» з українських «міст-героїв». Верхня частина постаментів (власне танк) відсутня й натомість виконує роль скарбнички. Окремою частиною роботи є формулювання закликів до пожертвувань, що наново створювалося кожною інституцією. Проєкт досліджує дієвість й стосунки мистецтва та інституцій під час війни.Темі війни присвячені також такі роботи художника як «Скотч на склі», «що тримає», «Культфронт».

## Виставки[12]

### Персональні
2024 🥀🪖🔏 в Voloshyn Gallery, Київ, Україна.
2023  двадцяті, двадцятих, Міжкімнатний простір, Львів, Україна.
2023  Empty Pedestals, intervention in the spaces of Budapest Gallery, Castle Museum and Kiscell Museum, Будапешт, Угорщина.
2020  Жовтий хрест, Харківська муніципальна галерея, Харків, Україна.

### Групові
2024
- Ukrainian Paradise, PinchukArtCentre

2023
- Співіснування з темрявою, Мистецький Арсенал, Київ, Україна.[13]
- Where are we now, after all those endlessly repeated words?, Вибачте номерів немає, Ужгород, Україна.
- Довга ніч, JUMP Contemporary Art Center, Полтава, Україна.
- За деревом дерево, Асортиментна кімната, Івано-Франківськ, Україна.

2022
- Об'єднані, PinchukArtCentre, Київ, Україна.
- You cannot spell discourse without disco, Galerija Nova, Загреб, Хорватія.
- Battle Cry, Galerie Nord | Kunstverein Tiergarten, Берлін, Німеччина.
- Survival Art Review XX, Pharmacy Institute of the Medical Academy, Вроцлав, Польща.
- Fokus Ukraine, PROGR, Берн, Швейцарія.
- VIDEOCITY presents: EYE/VIEW II, e-billboard Congress Center, Базель, Швейцарія.
- Nachhause, Pop-Up exhibition (кураторка Анастасія Хлєстова), Грац, Австрія.

2021  
- Сьогодні потрібно вирішити, Voloshyn Gallery, Київ, Україна.

2020 
- I don't feel [free to do] what I want, < rotor > centre for contemporary art, Грац, Австрія.
- Зрозумів тебе, Артсвіт, Дніпро, Україна.
- Where is revolution?, KAMA Artist's Studio, Київ, Україна.

2019 
- I don't feel [free to do] what I want, Харківська муніципальна галерея, Харків, Україна.

- Entropia, Metaculture, Київ, Україна.
- Climate Emergency Movement, Metaculture, Київ, Україна.
- We are there, where we were going. A reverse look into tomorrow, Pasinger Fabrik, Мюнхен, Німеччина.
- Як важливо бути серйозним, Харківська муніципальна галерея, Харків, Україна.

2018
- Я SINоптик, Cultural space AkT, Київ, Україна.
- Exposure, Cultural space AkT, Київ, Україна.
- Face Art — Face Future, BURSA gallery, Київ, Україна.

## Нагороди
- 2022, PinchukArtCentre Prize 2022 (шортлист)[14]
- 2021, Prince Claus Seed Award[15]
- 2019, Future Photo Days (шортлист)